# Лангтанг
Лангтанг (непальск. लाङटाङ, Langthang) — горный район Непала к северу от Катманду, примыкающий к Тибету. Район объявлен национальным парком. Самой высокой горной вершиной является Лангтанг-Лирунг (7227 м).
Лангтанг связан с Катманду автомобильной дорогой через Дхунче к деревне Сьябру-Беси с автобусным сообщением. На территории национального парка проложены тропы к буддийским и индуистским местам паломничества и туристские маршруты. К востоку к Лангтангу примыкает горный район Хеламбу. Население парковой зоны — около 4500 человек, преимущественно таманги. Климат Лангтанга меняется в зависимости от высоты, на низких высотах — субтропический, выше — альпийский. 25 % территории парка покрыто лесами. Распространены сосны и рододендроны. В лесной зоне встречается медведь, малая панда и обезьяны.
Правительство объявило в 2011 году о проекте строительства кабельного подъёмника между Дхунче и озером Госайкунда — место массового паломничества индуистов. Вход на территорию парка для иностранных туристов платный, в 2012 г. составлял 3000 рупий.
В 2015 году регион сильно пострадал от землетрясения. Деревня Лангтанг была погребена сошедшим оползнем — от неё остался лишь один дом. Более 300 человек, местных жителей и туристов, погибли; как минимум 100 тел так и не было найдено. 

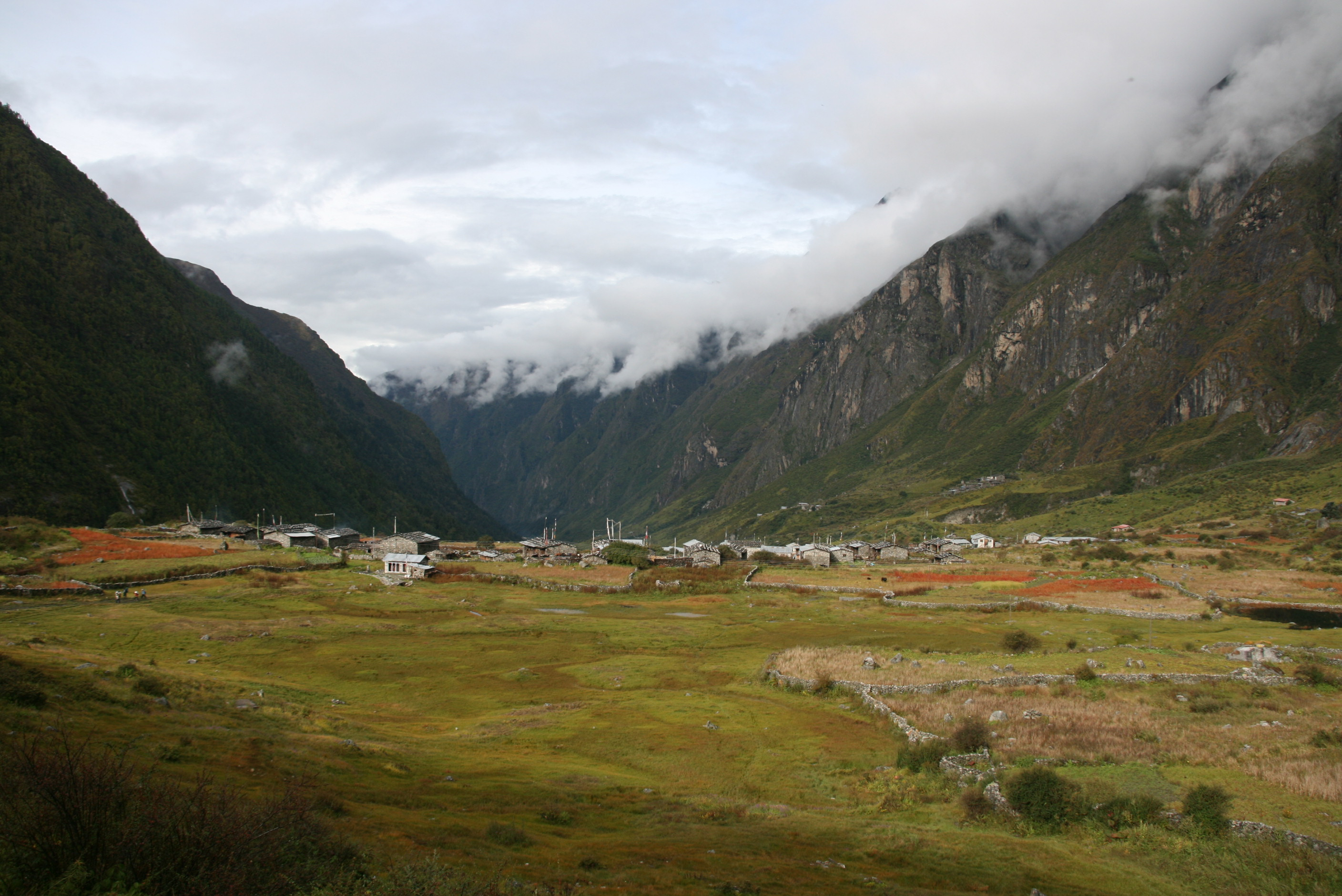
Деревня Лангтанг[англ.] до землетрясения 2015 года
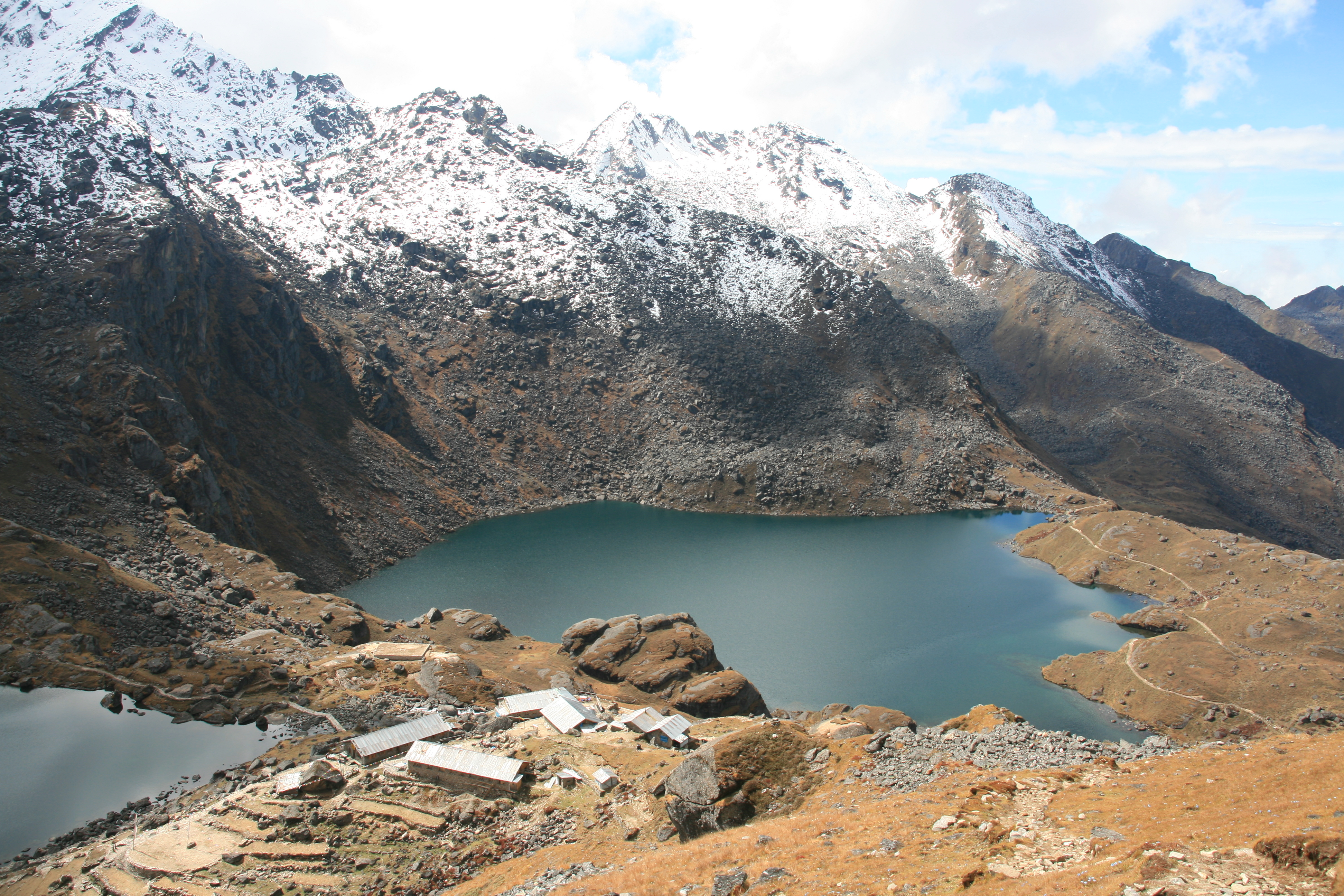
Озеро Госайкунда
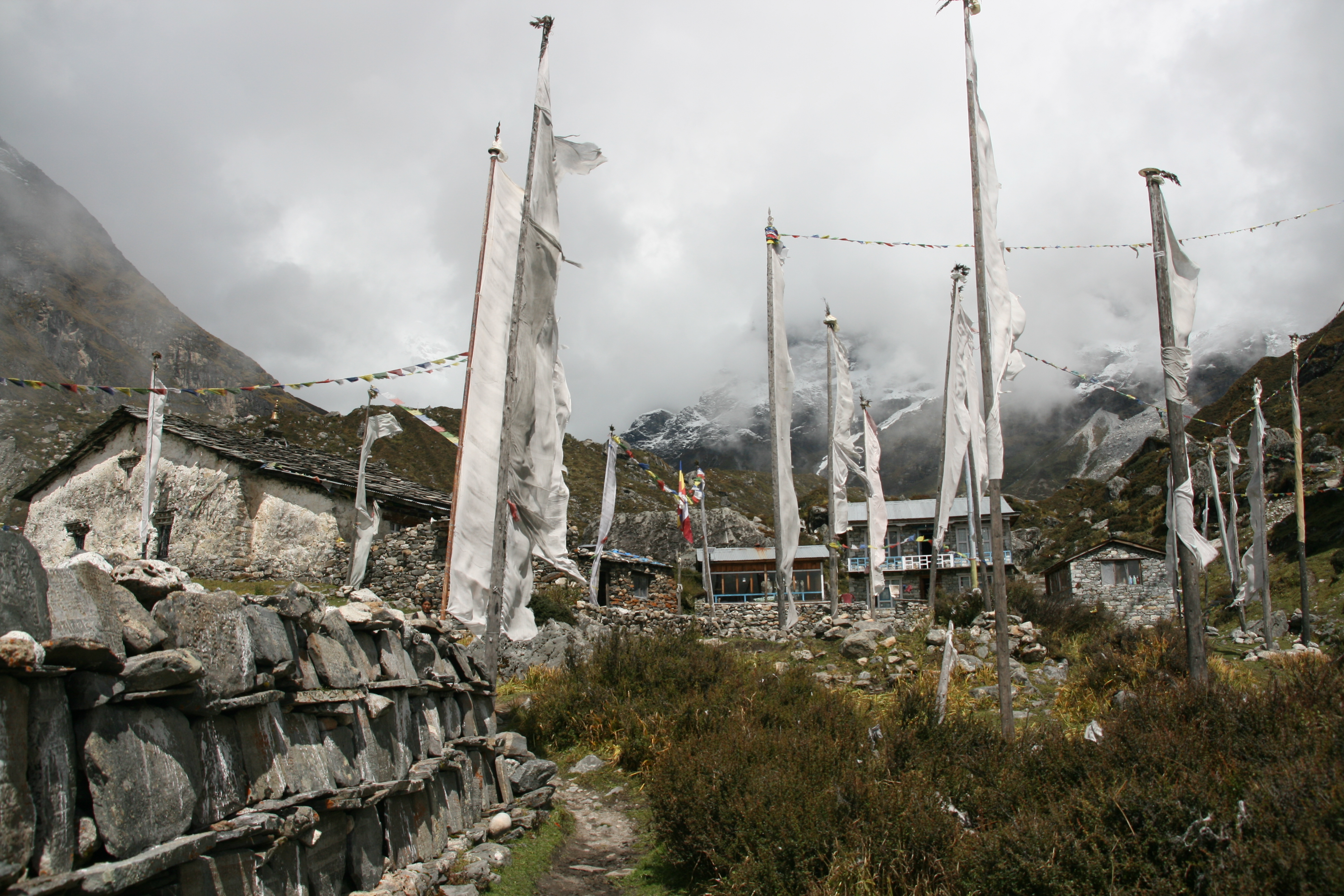
Монастырь Кьяндзн-гомпа
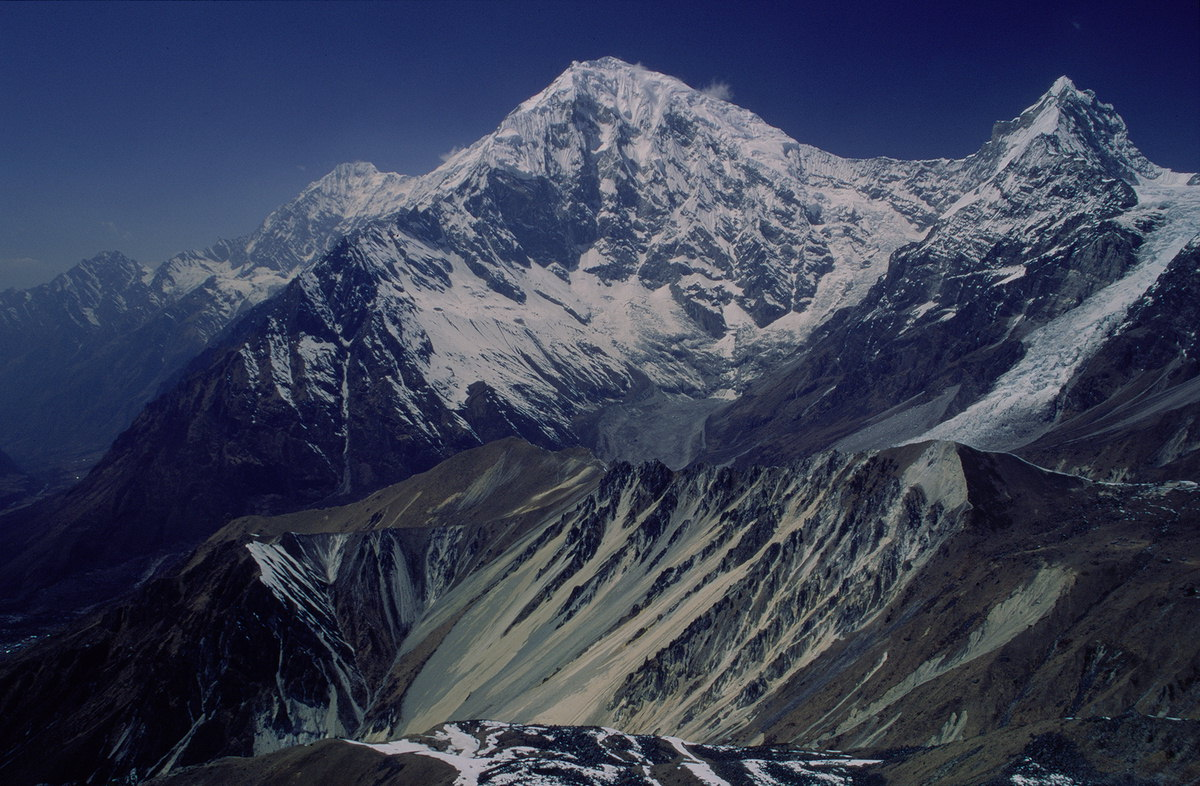
Гора Лангтанг-Лирунг